# Incel
Incel (van het Engels involuntarily celibate, onvrijwillige celibatair in het Nederlands) is een term die wordt geassocieerd met een internetsubcultuur van mensen die zich identificeren met hun onvermogen om een romantische of seksuele partner te vinden, maar dat wel zouden willen – dit in tegenstelling tot vrijwillig celibaat, ascese of seksuele onthouding.
De term wordt vooral geassocieerd met een subcultuur van misogyne mannen met een negatief zelf- en wereldbeeld. In enkele extreme gevallen leidde de vrouwenhaat tot moordpartijen.

## Typen incels
In onderzoek aan de Georgia State University werden drie groepen onvrijwillig celibatairen (involuntarily celibate) beschreven:
- personen die nooit seks hebben gehad (maagden),
- personen die wel ooit een intieme relatie hebben gehad, maar al langer dan zes maanden geen partner hebben of seks hebben gehad (singles), en
- personen die wel een relatie hebben, maar al langer dan zes maanden geen seks met hun partner hebben gehad.

Hoewel sommige deelnemers aan het onderzoek voldeden aan het stereotiepe beeld van personen die geen relatie kunnen onderhouden door een verminderd aanpassingsvermogen of minder goed ontwikkelde sociale vaardigheden, zoals een verstandelijke of lichamelijke beperking en/of autisme, kwamen alle groepen overeen in hun negatieve gevoelens over hun onvrijwillige celibaat, wat leidde tot een negatief zelfbeeld en depressies.

## Subcultuur
Er bestaat een subcultuur van mannen die in online gebruikersgroepen hun frustraties over hun onvrijwillige celibaat en hun vrouwenhaat spuien, soms op dusdanig agressieve wijze, zoals oproepen tot verkrachting, dat de website Reddit zich genoodzaakt zag de 40.000 leden tellende gebruikersgroep Incels, die zich presenteerde als steungroep voor mensen zonder relatie, te sluiten.

## Uitwassen; moordaanslagen
De term 'incel' werd bij het grote publiek bekend door de berichtgeving in de media van een aantal aanslagen gepleegd door mannen die zich identificeerden als incels.
- De eerste voorbeelden van aanslagen waarbij incelmotieven duidelijk een rol speelden vonden plaats in Amerika. Op 4 augustus 2009 opende George Sodini (48) het vuur in een fitnessclub in Collier Township, een buitenwijk van Pittsburgh, Pennsylvania. Drie vrouwen werden vermoord en negen anderen raakten gewond. Daarna pleegde Sodini zelfmoord.

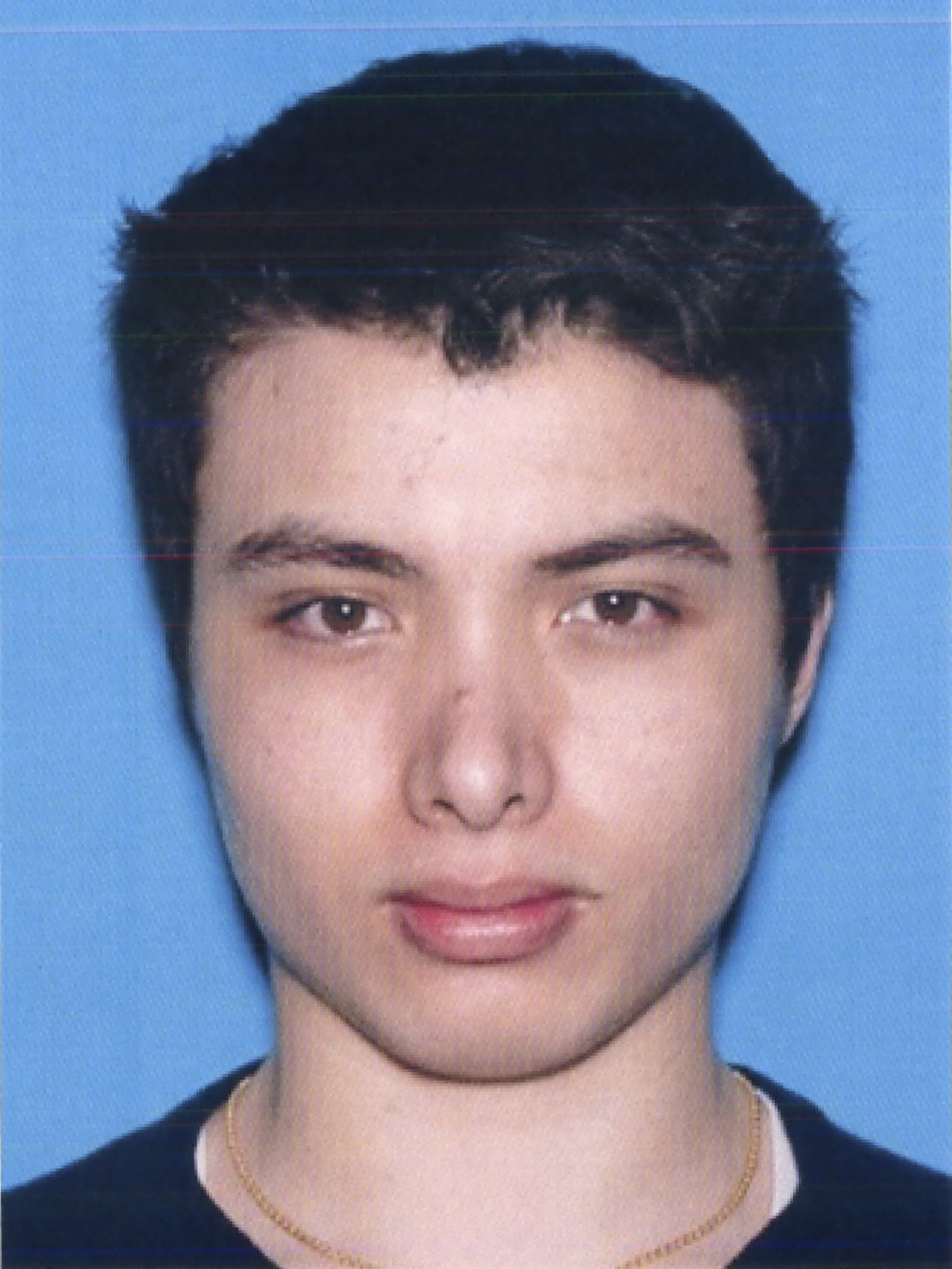
Elliot Rodger (22), de aanslagpleger van Isla Vista, door sommige naar geweld neigende incels verheerlijkt

- Een geruchtmakende aanslag werd gepleegd op 23 mei 2014 door Elliot Rodger (22) in de Californische kustplaats Isla Vista. Rodger schoot zes mensen dood en verwondde veertien anderen, voordat hij zichzelf doodschoot nabij de campus van de Universiteit van Californië - Santa Barbara. Rodger identificeerde zichzelf als een incel en liet een manifest achter van 137 pagina's, alsmede YouTube-video's waarin hij zijn onvrijwillige celibaat beschreef en aangaf dat hij wraak wilde nemen op vrouwen omdat die hem afwezen, en op andere mannen uit jaloezie, omdat die, zelfs als ze volgens hem minder aantrekkelijk zijn dan hij, vaak wel succes hebben bij de vrouwen. Rodger werd een soort martelaar voor gemeenschappen van incels, die in forums naar hem verwijzen als "E.R.". Verschillende daders of vermoedelijke daders van massamoorden, waarvan er hieronder enkele genoemd worden, verwezen naar Rodger.[6]

- Op 1 oktober 2016 doodde Chris Harper-Mercer (26) negen mensen en verwondde acht anderen voordat hij zelfmoord pleegde tijdens een schietpartij op de campus van Umpqua Community College in Roseburg, Oregon. Ook hij liet een manifest achter, waarin hij zijn motieven uiteenzette, zijn woede omdat hij geen vriendin had, zijn vijandigheid jegens de wereld, en zijn interesse in andere massamoorden, waaronder de moordpartij in Isla Vista. Uit zijn dagboekaantekeningen bleek dat hij contact had gehad met Elliot Rodger en andere massamoordenaars, die hij beschreef als "mensen die aan de zijde van de goden staan".

- Op 7 december 2017 doodde William Atchison (25) twee mensen voordat hij zelfmoord pleegde op zijn oude middelbare school in Aztec, New Mexico. Hij maakte op verschillende online forums gebruik van het pseudoniem "Elliot Rodger" en prees de supreme gentleman (ultieme heer), een term die Rodger tegen het eind van zijn manifest had gebruikt om zichzelf te beschrijven, en die sindsdien een veel voorkomende referentie is geworden binnen incelgemeenschappen). Atchison had tevens extreemrechtse inhoud online geplaatst.

- Op 23 april 2018 werden in het centrum van de Canadese stad Toronto elf voetgangers gedood en zestien anderen verwond door Alek Minassian (25). De aanval vond plaats met een gehuurd busje, waarmee Minassian op zijn slachtoffers inreed en daarbij vooral vrouwen probeerde te raken. De dader raakte gewond maar overleefde.[7][8] De aanslagpleger had voor de aanslag op zijn Facebookpagina geschreven dat de incel-revolutie was begonnen.[9][10] Die aanslag werd initieel gelinkt aan de incelbeweging, onder meer omdat hij tegen politie naar de beweging had verwezen. Tijdens de rechtszaak concludeerde de rechter evenwel dat de dader tegen de politie had gelogen over het feit dat de incelbeweging een primaire motivatie was, en in plaats daarvan vooral uit was op bekendheid. Vrouwenhaat en incel-ideologie speelden vermoedelijk een secundaire rol.[11]

- Op 2 november 2018 doodde Scott Beierle (40) twee vrouwen en verwondde vier vrouwen en een man voordat hij zelfmoord pleegde tijdens een schietpartij in een yogastudio in Tallahassee, Florida. Hij was al langere tijd een aanhanger van incel-ideologieën. Hij was eerder gearresteerd wegens handtastelijkheden jegens vrouwen. In 2014 plaatste hij verschillende video's op YouTube waarin hij extreme vrouwenhaat uitte, frustraties over het feit dat hij geen vriendin had, waarbij hij Elliot Rodger noemde. Daarnaast plaatste hij talloze vrouwonvriendelijke, racistische, gewelddadige en homofobe liedjes op SoundCloud.

- Tussen januari en eind juli 2020 werden bij afzonderlijke incidenten in Noord-Amerika vijf incels gearresteerd wegens moord of poging tot moord op vrouwen. Een van hen was Cole Carini, die werd beschuldigd van het maken van een bom en het dreigen met geweld tegen vrouwen onder verwijzing naar Elliot Rodger.

- Op 12 augustus 2021 doodde Jake Davison (22) vijf mensen, onder wie zijn moeder, en verwondde twee anderen voordat hij zelfmoord pleegde in Plymouth, Engeland. Ook Davison verwees in online video's naar 'inceldom' en soortgelijke opvattingen.[12]

- Op 27 december 2021 schoot Lyndon McLeod (47) vijf mensen dood en verwondde twee anderen in Denver en Lakewood, voordat hij zelf werd doodgeschoten door een politieagent. McLeod had extreemrechtse opvattingen, was vrouwenhater en sympathiseerde met de incelbeweging. Hij publiceerde onder het pseudoniem Roman McClay een drietal boeken over een massamoordenaar.

- Op 6 mei 2023 doodde Mauricio Martinez Garcia (33) acht mensen en verwondde minstens zeven anderen voordat hij werd gedood door een politieagent in een winkelcentrum in Allen, Texas. Uit de uitgebreide online postings van Martinez Garcia bleek dat hij geradicaliseerd was, een aanhanger was van blanke suprematistische ideologieën, en sympathiseerde met neonazi's en incels. In de aanloop naar de schietpartij plaatste hij haatdragende opmerkingen over vrouwen, joden en raciale minderheden.

## In de literatuur
In zijn debuutroman De wereld als markt en strijd (1994) lijkt de Franse schrijver Michel Houellebecq twee vroege voorbeelden van incels te beschrijven, hoewel die term toen nog niet bestond, evenmin als de online-gemeenschappen die later zo kenmerkend zouden zijn. De naamloze hoofdpersoon in de roman ziet er onaantrekkelijk uit, ontbeert sociale vaardigheden en lijdt aan depressies, waardoor hij ondanks zijn goede baan als IT'er niet in trek is bij de vrouwen. Erger is het gesteld met zijn collega, die ronduit lelijk is en op zijn 28e nog maagd. De hoofdpersoon probeert zijn collega ertoe te verleiden een jonge vrouw die hem heeft afgewezen te vermoorden, hetgeen deze op het laatste moment weigert. In het boek filosofeert de hoofdpersoon over de desastreuze gevolgen van de seksuele revolutie. Door het seksuele liberalisme is het marktmechanisme de menselijke relaties gaan bepalen: mooie mensen krijgen alles, lelijke niets.